# Rudolf Liebich
Rudolf Liebich (? – 28. ledna 1912) byl rakousko-bulharský fotograf.

## Životopis
Narodil se ve vesnici Sučava v regionu Bukovina, poté v Rakouském císařství. Fotografické vzdělání získal ve Vídni. Zúčastnil se bitev při obléhání Plevenu. Po osvobození byl spolu se svým krajanem Weidnerem hudebníkem - houslistou v Tarnově. V roce 1879 otevřeli ve městě společný fotografický ateliér. V roce 1880 se usadil v Ruse, kde si založil ateliér vlastní. Koncem 90. let 19. století zhotovil modernější fotografický ateliér, ve kterém byla příležitost pořizovat také produkční fotografii. Fotografoval lidové zvyky, slavnosti, kroje, historické památky a přírodní památky. Je autorem velkého množství panoramatických fotografií Ruse. V roce 1892 vytvořil svými fotografiemi palác Ruse na První bulharské výstavě v Plovdivu. Byl oceněn stříbrnou medailí a diplomem. Získal také zlatou medaili na Světové výstavě v Bruselu.
Zemřel 28. ledna 1912. 

### Rodina
V roce 1881 se oženil s Rakušankou Elenou Kuskaldovou, se kterou měli dva syny - Emila a Ottu a dvě dcery - Aurelii (Zlatku) a Olgu. Jeho vnukem je klavírista Otto Liebich.

## Galerie

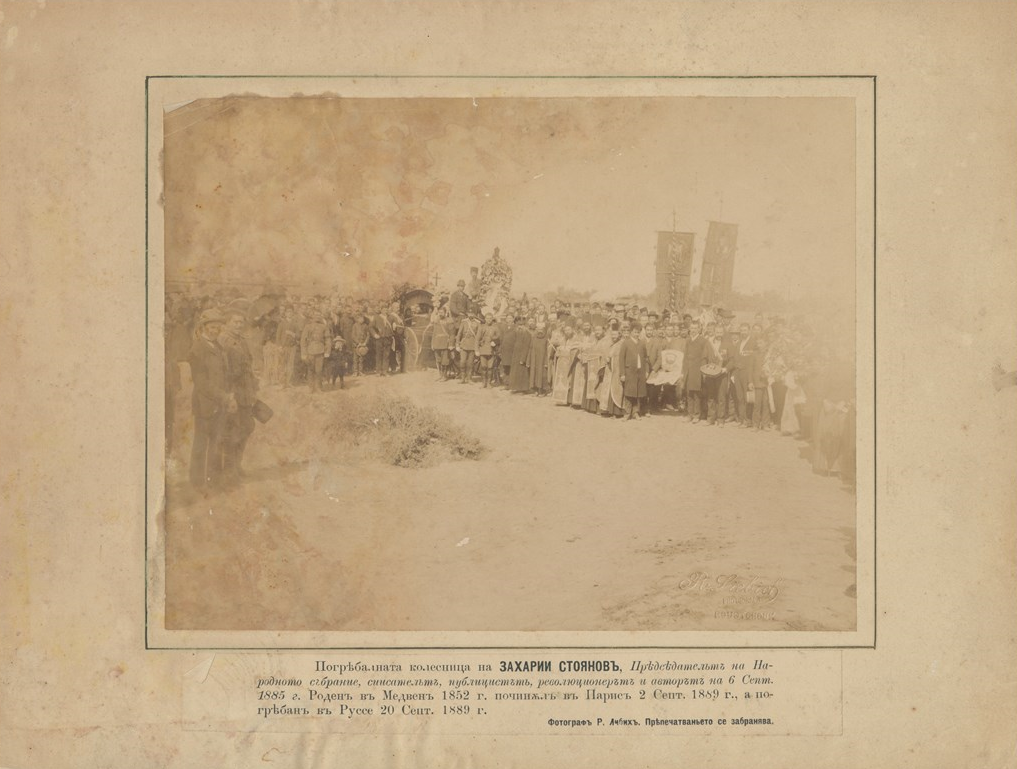
Fotografie z pohřbu Zacharije Stojanova, předsedy Národního shromáždění, spisovatele, publicisty a revolucionáře, Ruse, 20. září. 1889
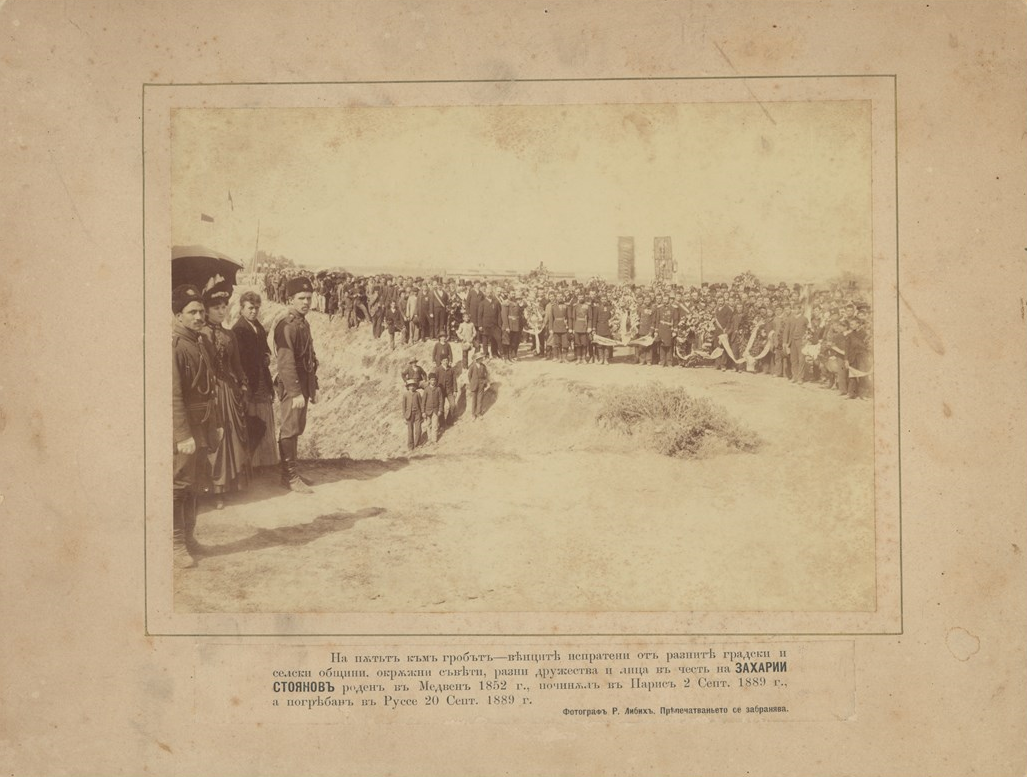
Pohřeb Zacharije Stojanova
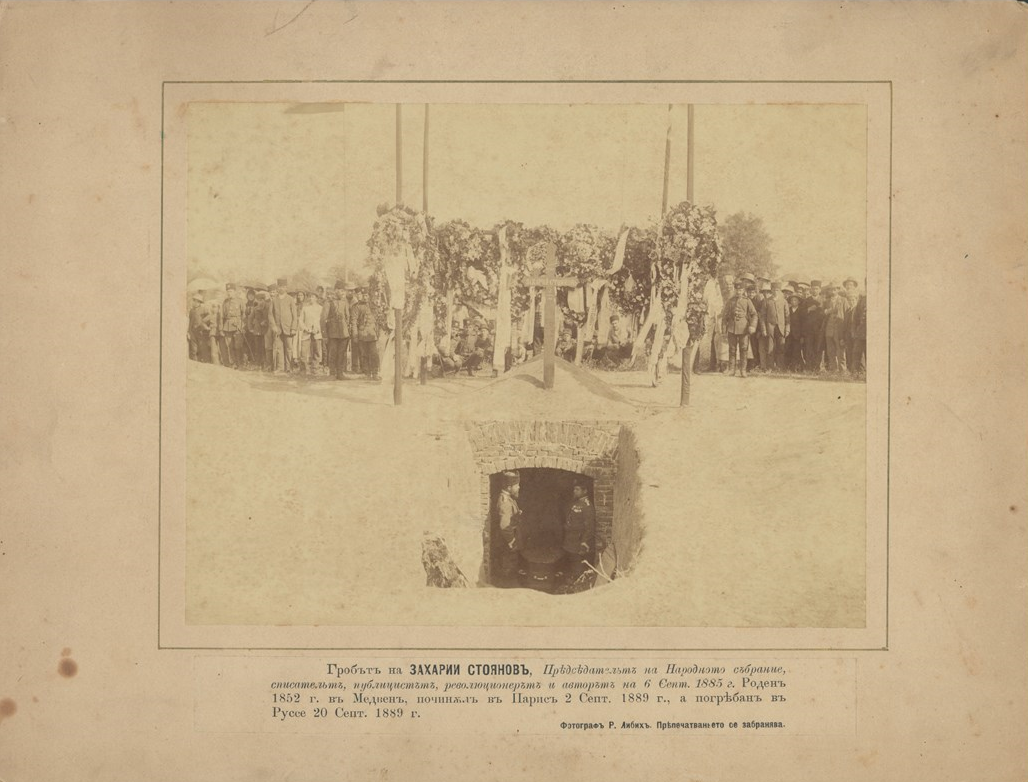
Pohřeb Zacharije Stojanova